# Amsterdam Grand Prix 2011
L'Amsterdam Grand Prix 2011 si è tenuto ad Amsterdam, nei Paesi Bassi dal 19 al 20 novembre 2011 ed è stata la nona tappa dell'IJF World Tour 2011. È stata l'unica edizione disputata dell'Amsterdam Grand Prix.

## Risultati
Tutti i medagliati del torneo.
| Categorie donne | Oro                     | Argento                | Bronzo                             |
| --------------- | ----------------------- | ---------------------- | ---------------------------------- |
| - 48 kg         | Charline Van Snick      | Brigit Ente            | Alina Dumitru Shugen Wu            |
| - 52 kg         | Soraya Haddad           | Yuki Imai              | Sophie Cox Majlinda Kelmendi       |
| - 57 kg         | Ioulietta Boukouvala    | Ketelyn Quadros        | Sarah Loko Megumi Ishikawa         |
| - 63 kg         | Anicka Van Emden        | Elisabeth Willeboordse | Tsedevsürengiin Mönkhzayaa Lili Xu |
| - 70 kg         | Edith Bosch             | Nataliya Smal          | Yoko Ono Yuri Alvear Orejuela      |
| - 78 kg         | Pürevjargalyn Lkhamdegd | Heide Wollert          | Tomomi Okamura Luise Malzahn       |
| + 70 kg         | MAria Suelen Altheman   | Qian Qin               | Karina Bryant Lucija Polavder      |

| Categorie uomini | Oro                      | Argento                 | Bronzo                                       |
| ---------------- | ------------------------ | ----------------------- | -------------------------------------------- |
| - 60 kg          | Davaadorjiin Tömörkhüleg | Amiran Papinashvili     | Boldbaatar Chimed-Yondon Beslan Mudranov     |
| - 66 kg          | Rok Draksic              | Miyaragchaa Sanjaasuren | Khashbaataryn Tsagaanbaatar Jumpei Morishita |
| - 73 kg          | Dex Elmont               | Mansur Isaev            | Ugo Legrand Kiyoshi Uematsu                  |
| - 81 kg          | Alain Schmitt            | Aljaz Sedej             | Safouane Attaf Ivan Nifontov                 |
| - 90 kg          | Tiago Camilo             | Kirill Voprosov         | David Alarza Marcus Nyman                    |
| - 100 kg         | Henk Grol                | Maxim Rakov             | Ramadan Darwish Or Sasson                    |
| + 100 kg         | Andreas Tölzer           | Mariu Paskevicius       | Kazuhiko Takahashi Barna Bor                 |

## Medagliere
| Nr.                          | Nazione                      | Oro | Argento | Bronzo | Totale |
| ---------------------------- | ---------------------------- | --- | ------- | ------ | ------ |
| 1                            | Paesi Bassi                  | 4   | 2       | 0      | 6      |
| 2                            | Mongolia                     | 2   | 1       | 3      | 6      |
| 3                            | Brasile                      | 2   | 1       | 0      | 3      |
| 4                            | Germania                     | 1   | 1       | 1      | 3      |
| 4                            | Slovenia                     | 1   | 1       | 1      | 3      |
| 5                            | Francia                      | 1   | 0       | 2      | 3      |
| 6                            | Algeria                      | 1   | 0       | 0      | 1      |
| 6                            | Belgio                       | 1   | 0       | 0      | 1      |
| 6                            | Grecia                       | 1   | 0       | 0      | 1      |
| 7                            | Russia                       | 0   | 2       | 2      | 4      |
| 8                            | Giappone                     | 0   | 1       | 5      | 6      |
| 9                            | Cina                         | 0   | 1       | 2      | 3      |
| 10                           | Lituania                     | 0   | 1       | 0      | 1      |
| 10                           | Kazakistan                   | 0   | 1       | 0      | 1      |
| 10                           | Georgia                      | 0   | 1       | 0      | 1      |
| 10                           | Ucraina                      | 0   | 1       | 0      | 1      |
| 11                           | Regno Unito                  | 0   | 0       | 2      | 2      |
| 11                           | Spagna                       | 0   | 0       | 2      | 2      |
| 12                           | Colombia                     | 0   | 0       | 1      | 1      |
| 12                           | Egitto                       | 0   | 0       | 1      | 1      |
| 12                           | Ungheria                     | 0   | 0       | 1      | 1      |
| 12                           | Israele                      | 0   | 0       | 1      | 1      |
| 12                           | Kosovo                       | 0   | 0       | 1      | 1      |
| 12                           | Marocco                      | 0   | 0       | 1      | 1      |
| 12                           | Romania                      | 0   | 0       | 1      | 1      |
| 12                           | Svezia                       | 0   | 0       | 1      | 1      |
| Totale 26 nazioni medagliate | Totale 26 nazioni medagliate | 14  | 14      | 28     | 56     |

Fonte